# 加羅林縣 (維吉尼亞州)
加羅林县（英語：Caroline County）是美國維吉尼亞州中部的一個縣，北界拉帕漢諾克河。面積1,396平方公里。根據美國2020年人口普查，共有人口30887人。縣治鮑靈格林（Bowling Green）。卡罗琳县现在被认为是大里士满地区的组成部分，作为郊区并从发展中受益。
成立於1727年2月1日。縣名紀念英王喬治二世的王后安斯巴赫·加羅林。